# Льнозаводский
 Льнозаводский  — поселок в Селтинском районе Удмуртской республики.

## География
Находится в западной части Удмуртии на расстоянии приблизительно 3 км на северо-восток по прямой от районного центра села Селты на левом берегу реки Кильмезь.

## История
Известен с 1971 года. До 2021 года входил в состав Колесурского сельского поселения.

## Население
Постоянное население составляло 190 человек в 2002 году (русские 46 %, удмурты 54 %), 159 в 2012.